# Elecciones estatales de Hamburgo de 1997
El 21 de septiembre de 1997, se celebraron elecciones estatales en Hamburgo con el propósito de elegir a los miembros de la legislatura número 16 del Parlamento de Hamburgo, que después de la Segunda Guerra Mundial ejercía jurisdicción en el estado alemán de Hamburgo. Se encontraban inscritos 1.211.312 potenciales votantes.

## Resultados
Participaron de la elección 831.913 votantes, lo que significa una participación del 68,7%. Hubo 822.931 votos válidos y 8.982 votos nulos. El umbral electoral para obtener representación en el Parlamento de Hamburgo fue del 5%.
| Partido | Partido                                     | Porcentaje de votos | Escaños |
| ------- | ------------------------------------------- | ------------------- | ------- |
|         | Partido Socialdemócrata de Alemania (SPD)   | 36.2%               | 54      |
|         | Unión Demócrata Cristiana de Alemania (CDU) | 30.7%               | 46      |
|         | Lista Alternativa Verde (GAL)               | 13.9%               | 21      |
|         | Deutsche Volksunion (DVU)                   | 4.976%              | –       |
|         | STATT Partei (STATT)                        | 3.8%                | –       |
|         | Partido Democrático Liberal (FDP)           | 3.5%                | –       |
|         | Die Republikaner (REP)                      | 1.8%                | –       |
|         | Bund Freier Bürger (BFB)                    | 1.3%                | –       |
|         | Die Grauen – Graue Panther (GRAUE)          | 0.7%                | –       |
|         | PDS/Linke liste (PDS/LL)                    | 0.6%                | –       |
|         | Otros                                       | 2.5%                | –       |

## Post-elección
Henning Voscherau continuó siendo el primer alcalde de Hamburgo, sin embargo, el 12 de noviembre de 1997 Ortwin Runde le reemplazó, siendo elegido por una coalición SPD-Verdes.